# Polyhydroxyvaleriansäure
Poly(3-hydroxyvaleriansäure), Kurzzeichen PHV, auch Polyhydroxyvalerat genannt, ist ein Biopolymer aus der Gruppe der Polyhydroxyalkanoaten. Neben Poly(3-hydroxybuttersäure) (PHB) ist PHV der bekannteste Vertreter dieser Gruppe. PHV ist ein aus erneuerbaren Rohstoffen fermentativ herstellbarer Polyester mit 3-Hydroxyvaleriansäure (HV) als formales Monomer. Am β-Kohlenstoffatom des Monomers gibt es ein Stereozentrum, das Monomer ist also chiral. Bei einer biogenen Produktionsmethode entsteht das Enantiomer mit  (R)-Konfiguration.
Häufiger wird jedoch das Copolymer Poly(3-hydroxybutansäure-co-3-hydroxyvaleriansäure) (PHBV, auch P(3HB-3HV), CAS-Nummer: 80181-31-3) hergestellt, da es bessere thermoplastische Eigenschaften hat.

## PHV-Biogene Produktion
Bei der fermentativen Herstellung werden die Polyhydroxyalkanoate von Bakterien als interzellulare Energie- und Kohlenstoffspeicher im Zellinneren angelegt, wenn eine Nährstoff-Mangelsituation vorliegt (typischerweise limitierte Mengen von Stickstoff (N), Phosphor (P), Schwefel (S), Sauerstoff (O) oder Magnesium (Mg)), aber Kohlenstoff im Überschuss vorhanden ist. Sie können von den Bakterien als Reserve mobilisiert werden, wenn später eine Kohlenstoff-Mangelsituation entstehen sollte.
Das Bakterium Chromobacterium violaceum DSM 30191 akkumuliert in der Zufuhr-Batch-Bakterienkultur das Homopolymer der 3-Hydroxyvaleriansäure zu 100 %, wenn Valeriansäure als alleinige Kohlenstoffquelle unter Stickstoff Begrenzung zugeführt wird. 65 % der zellularen Trockenmasse ist Poly(3-hydroxyvaleriansäure). Liegen jedoch als Kohlenstoffquellen Fructose, Gluconat, Propionat oder Hexanoat vor, akkumuliert das Bakterium den Homopolymer der 3-Hydroxybutansäure.
Poly(3-hydroxyvaleriansäure) wurde auch durch zwei weitere verschiedene Stämme des Chromobacterium violaceum akkumuliert. Ein weiterer Stamm des Chromobacterium violaceum zusammen mit drei Stämmen des Janthinobacterium lividum akkumulieren aus Valeriansäure hingegen das Copolymer Poly(3-hydroxybutansäure-co-3-hydroxyvaleriansäure).
Die Dynamische Differenzkalorimetrie ergab für die reinen PHV eine Glasübergangstemperatur zwischen −10 und −12 °C und einen Schmelzpunkt zwischen 107 und 112 °C, mit einer Schmelzenthalpie von 79,5 kJ/kg. Für die biosynthetische Poly(3-hydroxyvaleriansäure) ergibt sich eine ungefähre Molare Masse zwischen 60 000 und 145 000 g/mol.

## PHB-PHV-Copolymer (PHB / PHV), (PHBV), P(HB-HV)

### PHB-PHV-Copolymer, Biogene-Synthese
Poly(3-hydroxybutansäure-co-3-hydroxyvaleriansäure), das bis zu 95 mol% aus 3-Hydroxyvaleriansäure-Einheiten besteht, wurde durch das Bakterium Pseudomonas sp. HJ-2 unter limitierenden Bedingungen synthetisiert, wenn nur Valeriansäure als Kohlenstoffquelle zugeführt wird. Das Bakterium Ralstonia eutropha akkumuliert ein Copolymer mit bis zu 90 mol% 3-Hydroxyvaleriansäure-Einheiten, wenn auch hier reine Valeriansäure eingesetzt wird.
Langfristig ist es wichtig, die Substratzusammensetzung so zu manipulieren, dass die synthetische PHBV-Produktion durch mikrobielle Fermentation kostengünstig ist. Lävulinsäure (LA) ist ein erneuerbares Nebenprodukt, das als Substrate für die PHA-Biopolymersynthese auf Interesse gestoßen ist. LA kann kostengünstig aus einer Vielzahl von kohlenhydrathaltigen nachwachsenden Biomaterialien hergestellt werden, darunter (Cellulose|zellulosehaltige) wald- und landwirtschaftliche Abfallreste, Papierfabrikschlamm und Zellulosefasern aus Papierherstellungsprozessen.
Yuangpeng und Kollegen stellten das Copolymer Poly (hydroxybutyrat-co-hydroxyvalerat) (PHBV) mit dem Bakterium Ralstonia eutropha her. Sie konnten zeigen, dass ein PHBV mit einem Gehalt von ca. 53 % HV gebildet wird, wenn nur Lävulinsäure (LA) als Kohlenstoffquelle diente. Jedoch war die Trockenmasse mit 1,29 g L−1 gering.
Bei ihren Versuchen im 2-Liter-Fermenter waren die optimierten Bedingungen: 15 g L−1 Glucose, Lävulinsäure als Co-Kohlenstoffquelle, ph=7, Temperatur 30 °C, 25 Stunden Kulturzeit. Dabei entstanden 12,6 g L−1 Trockenmasse mit 81,2 % PHBV, wovon der Hydroxyvalerat-Anteil 68 % betrug.  Sie beschreiben den Stoffwechselweg der PHBV Synthese mit Hilfe einer aktivierten Lävulinsäure um das Lävulin-Coenzyms zu bilden, das dann in Propionyl-CoA-Carboxylase
und Acetyl-CoA-Carboxylase aufgeteilt wird. Dies könnte der Grund für die Erhöhung des HV-Gehalts sein, wenn die LA-Konzentration erhöht wurde, weil mehr Propionyl-CoA gebildet wurde. Es wurde vorgeschlagen, dass die HV-Produktion durch ein geeignetes C: N-Verhältnis signifikant beeinflusst wird. Mit zunehmender Caseinpeptonkonzentration stieg der HV-Gehalt signifikant an.

### Eigenschaften von PHB/PHV Copolymeren
Polyhydroxybuttersäure (PHB) lässt sich wegen seiner spröden, harten und kristallinen Natur nur eingeschränkt verwenden. Weil die PHB-Schmelztemperatur nahe an der Zersetzungstemperatur liegt, schränkt es seine Verarbeitungsmöglichkeiten ein.
Poly (hydroxybutyrat-co-hydroxyvalerat)-Copolymere (PHBV) haben bessere Anwendungseigenschaften und bessere Verarbeitbarkeit, da die Kristallinität durch die längeren Seitenketten niedriger ist. Eine Parallelanordnung der Polymerhauptketten wird erschwert. Die Kristallinität sinkt linear mit dem Hydroxyvalerat-Anteil.
Bei PHBV-Copolymeren mit bis zu 53 % Hydroxyvalerat-Anteilen sinkt der Schmelzpunkt mit zunehmendem 3HV-Anteil von 176 auf 101 °C ab.
Die Glasübergangstemperatur Tg sinkt mit zunehmenden 3HV-Anteil bis zu 25 % auf −6 °C ab, so dass das Material auch bei niedrigeren Temperaturen noch nicht spröde wird. Die Steifigkeit wird geringer, Flexibilität und Zähigkeit nehmen zu. Insgesamt werden die Eigenschaften damit dem Polyolefin Polypropylen ähnlicher.
Während PHB sich schon ab 200 °C thermisch zu zersetzen beginnt, begann bei einem PHB/PHV (16 % PHV) die Zersetzung erst bei 266 °C. Die Gefahr der Degradation von PHBV durch Thermische Zersetzung bei der Verarbeitung nimmt ab und das Verarbeitungsfenster wird vergrößert.
|                                          |               |     |     |        |         |          | PHB75/ PHV25 | PHB47/ PHV53 |
| ---------------------------------------- | ------------- | --- | --- | ------ | ------- | -------- | ------------ | ------------ |
| Copolymer (mol %)                        | 100           | 0   | 3   | 8      | 12      | 16       | 25           | 53           |
| Form                                     | Körnchen      |     |     | Film   |         | Körnchen |              |              |
| Thermische Eigenschaften                 |               |     |     |        |         |          |              |              |
| Schmelzpunkt (°C)                        | 175–177       | 110 | 170 | 165    | 148     | 150,18   | 127          | 101,9        |
| Glasübergangstemperatur (°C)             | minus 5 bis 5 |     | 8   | 6      | 4       |          | minus 6      |              |
| Schmelzenthalpie (kJ kg−1)               | 113           | 84  | 99  | 92     | 80      | 73,5     | 54           | 75,8         |
| Spezifische Wärme (J K−1 kg−1)           |               |     |     | 1400   | 1400    |          |              |              |
| Wärmeleitfähigkeit bei 23 °C (W m−1 K−1) |               |     |     | 0,15   |         | 0,15     |              |              |
| Elektrische Eigenschaften                |               |     |     |        |         |          |              |              |
| Dielektrizitätszahl bei 1 MHz            | 3,0           |     |     | 3,0    |         | 3,0      |              |              |
| spezifischer Volumenwiderstand (Ohm cm)  |               |     |     | 1016   |         | 1016     |              |              |
| Mechanische Eigenschaften                |               |     |     |        |         |          |              |              |
| E-Modul im Zugversuch (GPa)              | 3,5           |     | 2,9 | 1,0–19 | 0,5–1,5 |          | 0,7          |              |
| Kerbschlagzähigkeit nach Izod (J m−1)    | 60            |     | 60  | 95     | 120–200 |          | 400          |              |
| Reißdehnung (%)                          | 8             |     |     | 35     |         | 35       |              |              |
| Zugfestigkeit (MPa)                      | 15–30         |     | 38  | 25–30  | 23–35   |          | 30           |              |

### Anwendungen der PHB-PHV Copolymere
Der in PHBV vorhandene Anteil an HV hat einen signifikanten Einfluss auf den Schmelzpunkt, der mit zunehmender Menge an HV in PHBV abnimmt. Dies führt zu einer Verbesserung der Duktilität und Flexibilität des Polymers.
Die PHBV-Copolymere schmelzen bei niedrigeren Temperaturen als das Homopolymer, was eine nützliche Verbesserung der Schmelzverarbeitbarkeit ergibt. In ihren anderen Eigenschaften ähneln sie denen von Polyhydroxybuttersäure (PHB).
Poly (hydroxybutyrat-co-hydroxyvalerat)-Copolymere (PHBV) werden für allgemeine Zwecke gegenüber Polyhydroxybutyrat(PHB)-Homopolymeren bevorzugt verwendet, um ein besseres Gleichgewicht zwischen Steifheit und Zähigkeit zu erhalten. PHBV mit Gehalten von 5 bis 20 % HV ergeben einen nützlichen Bereich von Eigenschaften, die denen der Polyolefine Polyethylene und Polypropylen weitgehend ähnlich sind.
Die hervorragenden Eigenschaften von PHBV, wie Absorptionsvermögen, biologischer Ursprung, geringe Zytotoxizität, Piezoelektrizität und Thermoplastizität, machen es vielversprechend für Biomaterialanwendungen wie die Herstellung von kardiovaskulären Stents, Arzneimittelfreisetzungs- und Transportsystemen, resorbierbare chirurgische Nähte und medizinische Verpackungen. Auf dem Gebiet der Tissue Engineering umfassen die Anwendungen die Entwicklung von Gewebepflastern, biologisch abbaubaren Implantaten, Biosensoren und die Herstellung poröser Gerüste, die die Behandlung von Knochendefekten ermöglichen. Die Gerüste werden mit PHBV per 3D-Druck aufgebaut.
In anderen Branchen außerhalb des biomedizinischen Bereichs gibt es eine breite Palette von Anwendungen, die reichen von elastische Lebensmittelverpackungen, Einweggegenstände des täglichen Bedarfs, von Taschen, Behältern, Verpackungen, Einweg-Hygiene-Artikel (Handtücher, Windeln und Taschentücher) bis zu Produkten, die eine hohe mechanische Beständigkeit erfordern, wie z. B. als Helme für Radfahrer und als Leiterplatten (für Elektronik).
PHBV-Copolymere werden für biologisch abbaubare Folien wie Mulchfolie im Agrarsektor und für kosmetische Behälter (von denen blasgeformte Shampooflaschen das bekannteste Beispiel sind) und andere Gegenstände verwendet, die schwer zu recyclen sind, wie z. B. Einwegrasierer oder medizinisch kontaminierte Gegenstände.
Die aktuelle Forschung untersucht die Anwendung von PHBV in Denitrifikationssystemen, um die hohe Konzentration von Nitraten im Abwasser zu beseitigen.

## PHBV-Blends
Es laufen Untersuchungen zu Polyhydroxyalkanoate-Polylactid (PHA/PLA) Blends. Die Mischungen/Blends werden über eine gemeinsame Schmelze erzeugt. Die Untersuchungen zeigen den Einfluss von Anteilen an PLA auf thermische Stabilität, Entflammbarkeit, thermo-mechanische Eigenschaften, Kristallinität und Erhöhung der Bioabbaubarkeit.
Es wurden Verbundwerkstoffe hergestellt, die bis zu 30 Vol .-% biokeramische Partikel enthalten. Die bioaktiven Calciumphosphate Hydroxyapatit (HA) und Tricalciummonophosphat -Partikel sind mithilfe der etablierten Verarbeitungstechnologien gut dispergiert und in der PHB-PHV-Matrix homogen verteilt. Der Elastizitätsmodul und die Mikrohärte der Verbundstoffe nehmen mit zunehmendem Volumenprozentsatz an biokeramischen Partikeln zu. Sie werden als Verbundwerkstoffe in der rekonstruktiven Chirurgie in der Medizin eingesetzt werden.